# کارولینکا
کارولینکا (به چکی: Karolinka) یک منطقهٔ مسکونی و شهرستان دارای شهرک سابقاً روستا در جمهوری چک است که در ناحیه وستین واقع شده‌است. کارولینکا ۲٬۸۶۷ نفر جمعیت دارد.